# BMW 7 Серії (E38)
BMW E38 — автомобіль з кузовом «седан» класу «люкс». Дебютував у червні 1994 року, змінивши 2-е покоління 7-ї серії BMW E32. Модель випускалася аж до 2001 року, коли їй на зміну прийшла нова «сімка» BMW E65/E66 2002 модельного року. Існують такі варіанти цієї моделі: 728i, 730i, 735i (не доступні в США та Канаді), 740i і 740iL (V8), флагманський 750i V12 і дизельні варіанти 725tds, 730d і 740d.
Модель зазнала значних змін як у зовнішньому вигляді, так і під капотом. Дизайн багато в чому визначено попереднім кузовом Е32 (зовні) і деякими деталями всередині. Дизайн салону згодом став прототипом для п'ятої серії в кузові Е39 (зменшена копія). Ексклюзивні варіанти моделі були так само представлені в подовжених кузовах: 740iL і 750iL (колісна база подовжені на 140 мм) І ще більш розтягнутий 750 XLA (колісна база подовжена на 390 мм). В кінці 1998 року кузов піддався незначному рестайлігу.
Моделі 740iL і 750iL також випускалися в легкоброньованому (клас B4) виконанні Protection. Також на базі 740iL або 750iL існує версія броньовик (виконання Security, клас B6 або B7). У технічному оснащенні модель пішла далеко вперед. Особливо це стосується електронних систем. Вперше були впроваджені такі системи як: 
- адаптивна автоматична коробка передач (система AGS);
- електронна система управління двигуном (ELM);
- система динамічної стабілізації руху (DSC);
- система регулювання положення кузова (NR);
- система електронного керування жорсткістю амортизаторів (EDC);
- система автоматичної стабілізації кузова (ASC)

## Кузов і обладнання

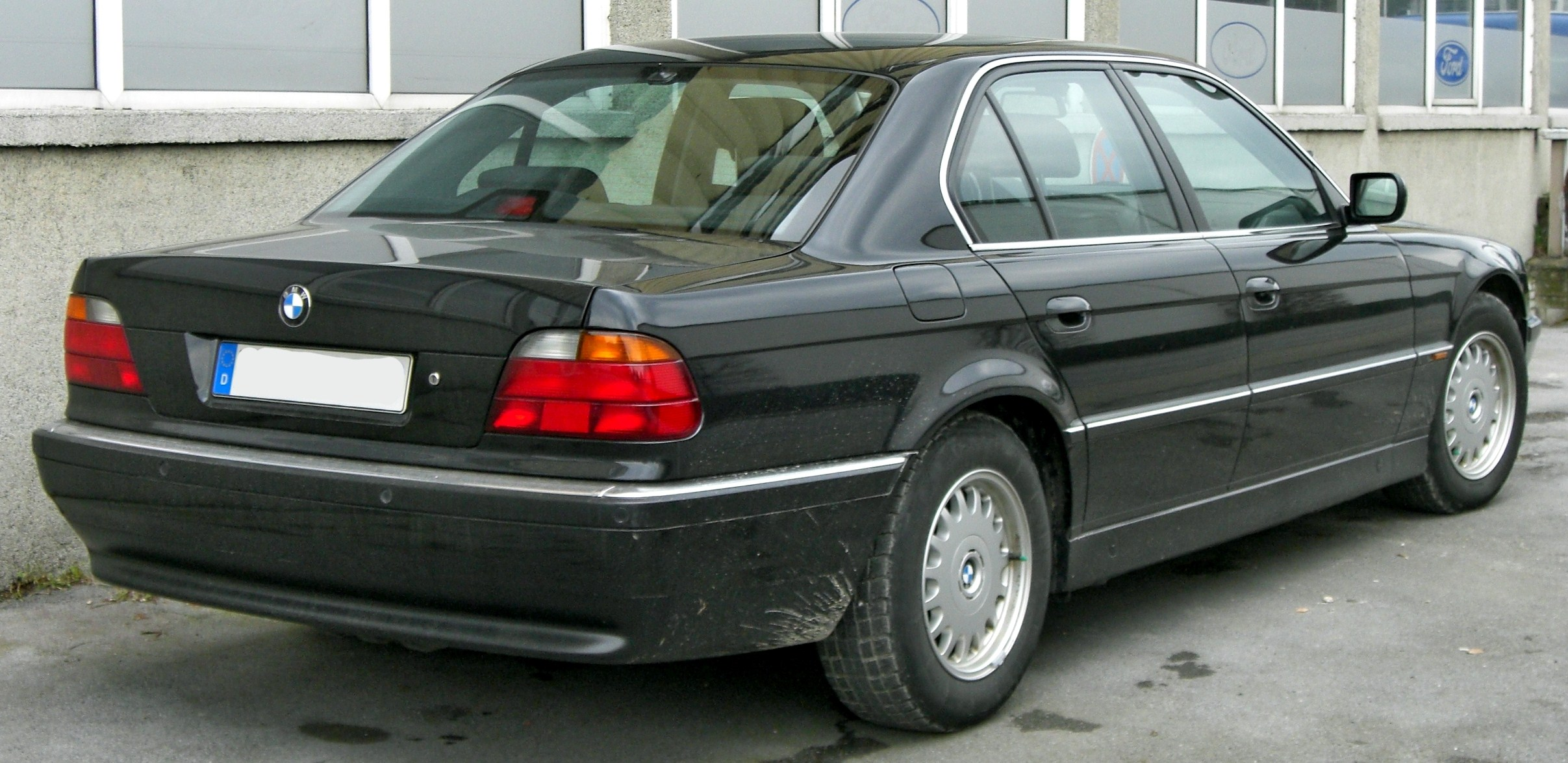
BMW 740i V8 E38 (1994-1998)

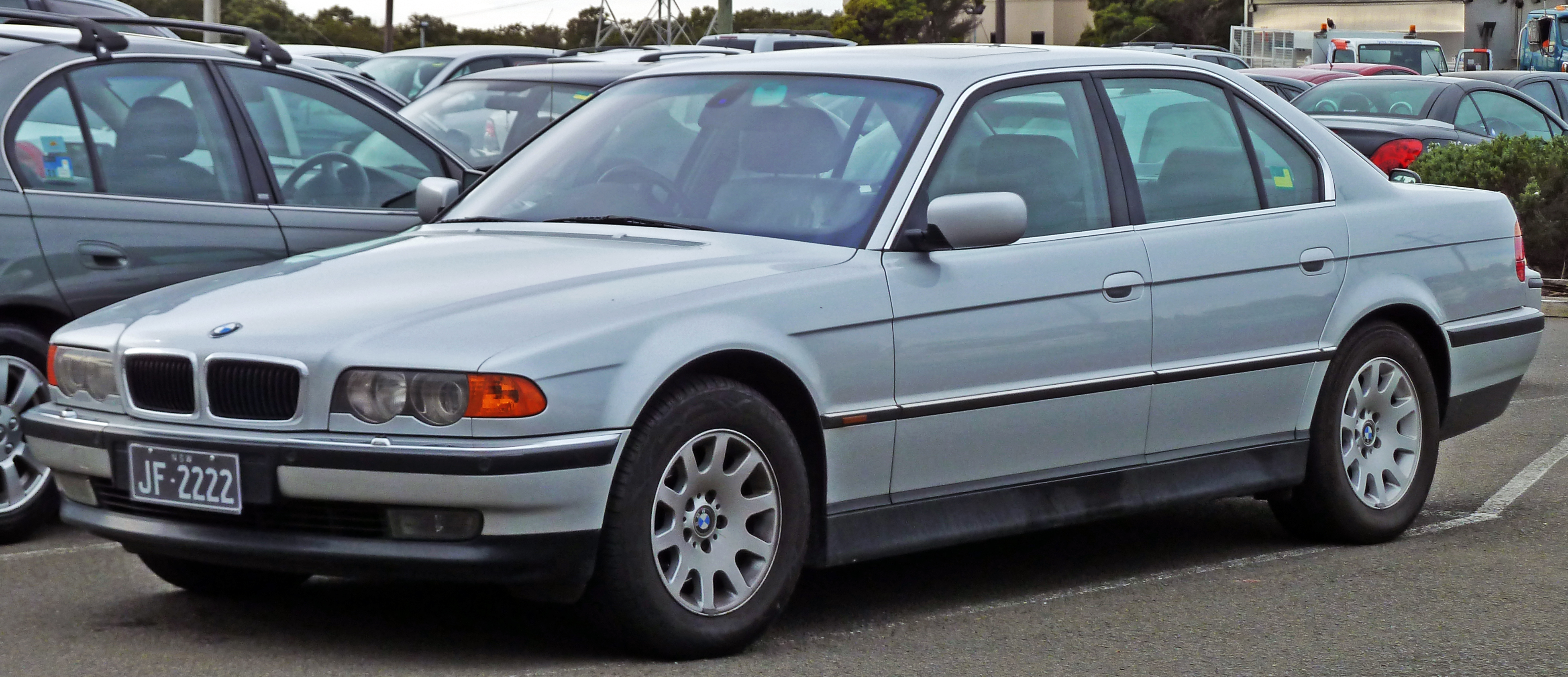
BMW 735i E38 (1998-2001)

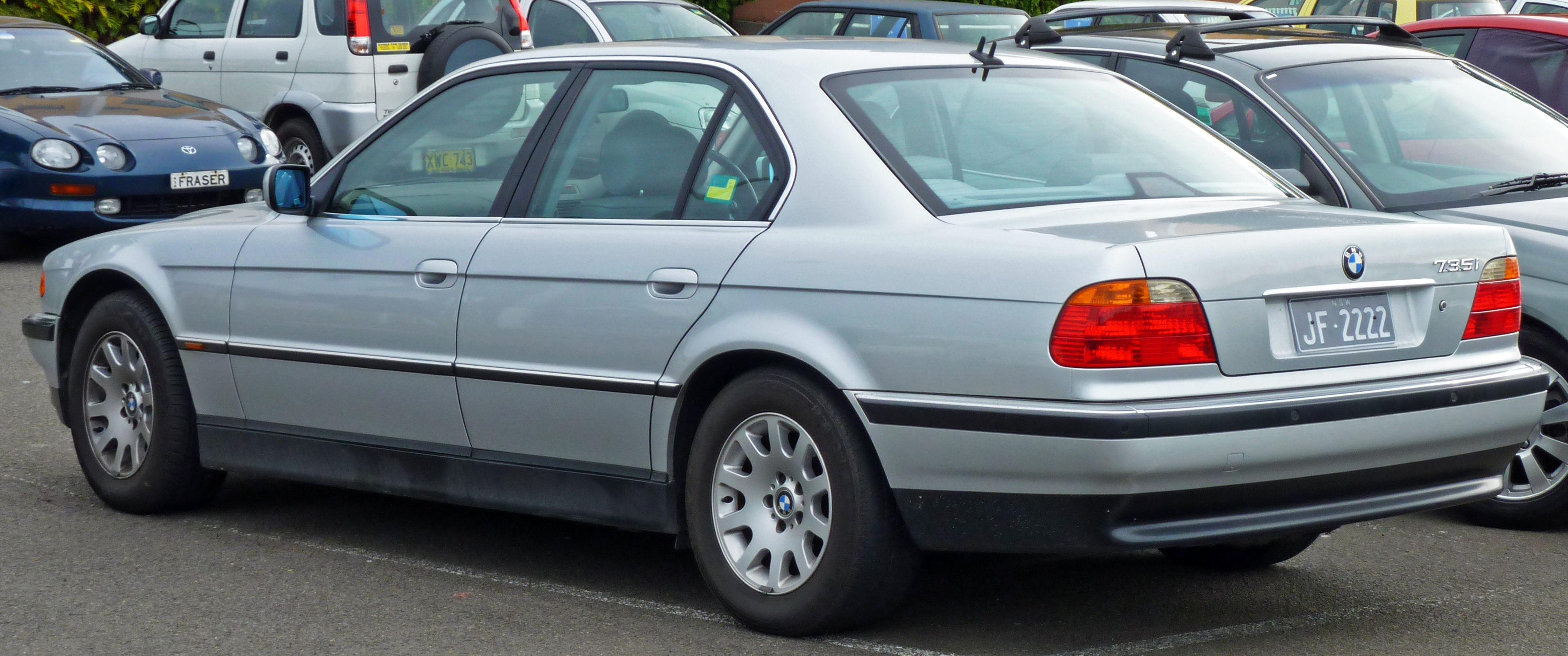
BMW 735i E38 (1998-2001)

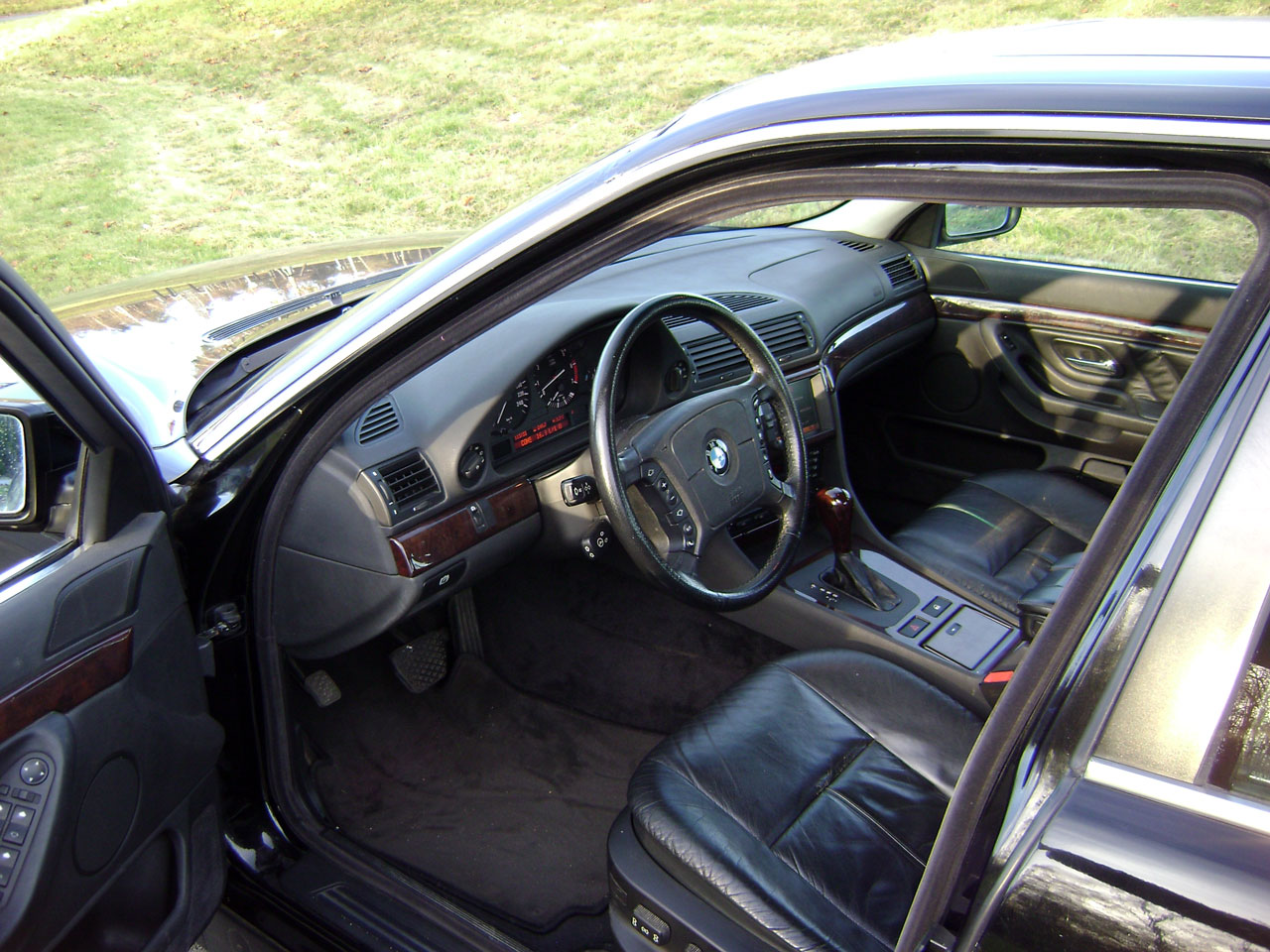
Салон

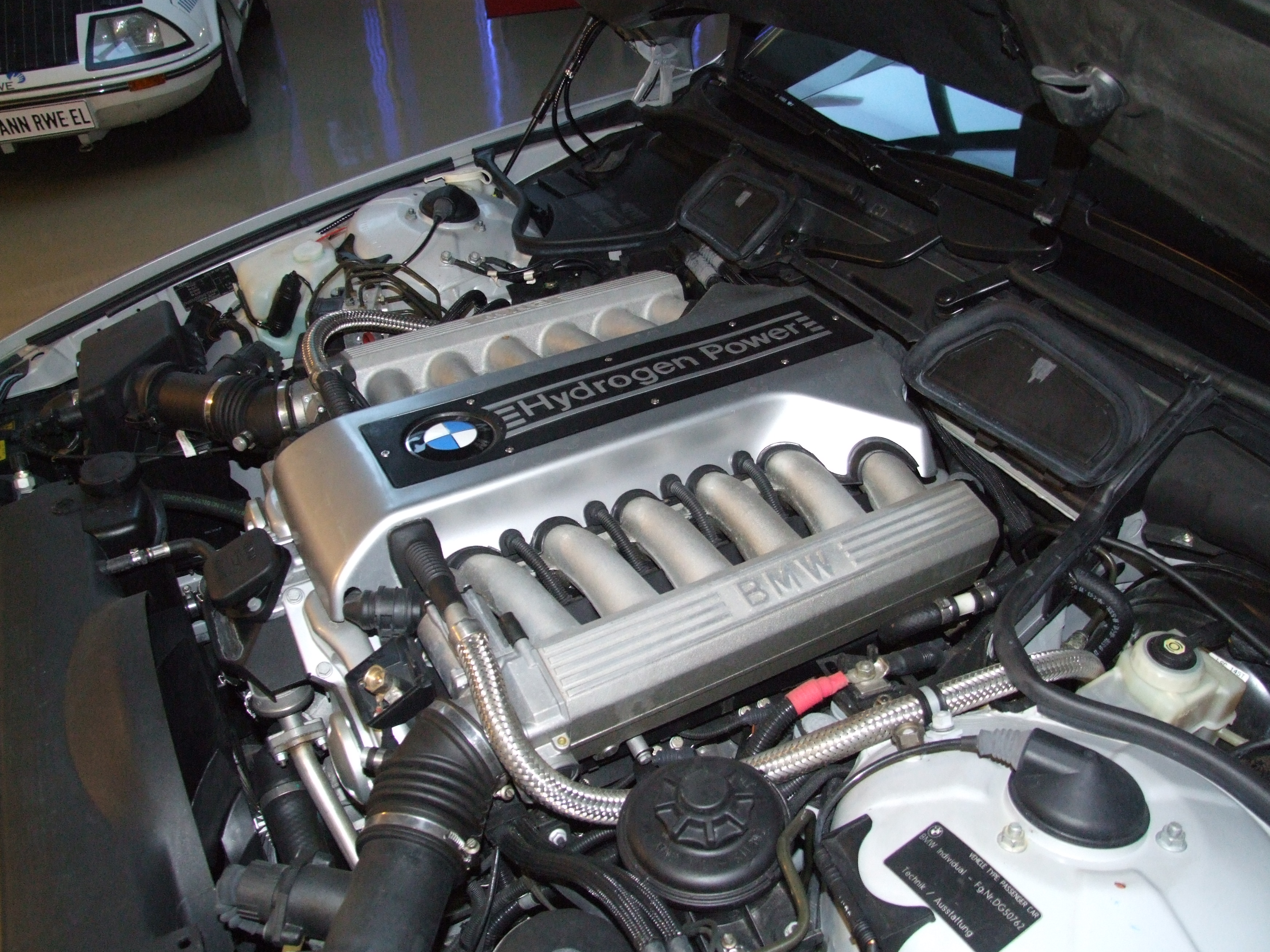
BMW Hydrogen 7

Незважаючи на великі габарити, новий автомобіль здавався легким і елегантним. Завдяки нижчому і широкому передку з повністю інтегрованими в капот «ніздрями», довгою колісною базою, низькому профілю даху і укороченій задній частині він здавався меншим, ніж насправді. Спрофільований для кращої обтічності зад і кришка багажника, приховані за бампером вихлопні труби дозволили знизити до 0,3 коефіцієнт аеродинамічного опору. Додатковим ефектом від цього було також зниження шуму і забруднення автомобіля.
Силова структура кузова була значно посилена, особливо в зоні центрального тунелю, що дозволило добитися його кутової жорсткості в 25 000 Нм/град. Це істотно знизило шум і вібрацію, особливо в передній частині салону. Нові методи комп'ютерного проектування і застосування високоміцних сталей дозволили знизити частку кузова в загальній вазі автомобіля до величини менш ніж 20%.
Елегантний і комфортабельний салон зберігав стилістичну єдність із зовнішніми рисами автомобіля. Горизонтальні вставки з дерева розташовувалися не тільки на передній панелі, але і на дверях, роз'єднуючи і об'єднуючи різні за кольором і фактурою зони зверху і знизу.
За допомогою кнопок на кермовому колесі можна було управляти радіо, круїз-контролем, включенням рециркуляції повітря і телефоном. Всі кнопочки підсвічувались, а обрані значення відображалися на приладовій панелі.
Пропонувалися три види передніх сидінь. Стандартне мало електрорегулювання положення (вперед-назад), висоти подушки і кута нахилу спинки і подушки. У комфортабельного сидіння (comfort seat) додатково регулювався поперековий підпір і бічні опори на спинці. Контурне сидіння (contour seat) в доповненні до всього мало електрорегулювання довжини подушки і її бічних опор. У задніх сидінь регулювався нахил спинки, поперековий підпір і висота підголівника.
У 1998 році всі моделі отримали невелике оновлення зовнішнього вигляду. В очі відразу кидаються нові фари, які тепер підкреслені «хвилею» знизу, як на автомобілях нової 3-ї серії. Так передок більше схожий на типовий для автомобілів BMW. Покажчики поворотів по краях стали трохи вужчими, «ніздрі» не змінилися, але решітка всередині них стала більш опуклою. Ззаду в якості опції з'явилася хромована накладка на кришку багажника над номерним знаком, а також змінилися задні ліхтарі. У дорестайлингу ліхтарі були з пластику, а в рестайлингу зі скла.
Цікавим нововведенням стали ручки дверей, що підсвічувались. Як тільки автомобіль відчинявся з брелока, мініатюрні лампочки спалахували в усіх чотирьох дверних ручках, додатково висвітлюючи простір під ногами. У салоні тепер використовувалися нові матеріали обробки, замість радіотелефону, можна було замовити стільниковий телефон, підключений до інформаційної системи автомобіля і керований прямо з керма. Автомобіль стандартно стали обладнувати десятьма подушками безпеки.
Всі моделі з бензиновими двигунами випускалися як в звичайному виконанні, так і у версії з подовженою на 140 міліметрів колісною базою.
Довгобазні версії з найпотужнішими двигунами можна було замовити в захищеному (Protection) виконанні. У певних місцях на кузова такого автомобіля були встановлені панелі з кевлара, дуже міцного, але легкого матеріалу. Вага захищеної моделі зросла всього на 145 кілограмів. Крім цього автомобіль оснащувався броньованим склом, яке захищало пасажирів від легкої вогнепальної зброї та спеціальними шинами, які, навіть прострелені, дозволяли проїхати до 500 кілометрів на швидкості 80 км/год.
Вершиною модельного ряду був лімузин, салон якого був майже на 40 сантиметрів довшим. Створений для задоволення потреб знаменитостей і особливо важливих персон автомобіль пропонував винятковий комфорт і міг оснащуватися будь-якими доступними опціями. Такі моделі виготовлялися в невеликій кількості за індивідуальними замовленнями.

## Двигуни і модифікації
| Модель     | Код двигуна | Об'єм     | Дизайн двигуна | Циліндри  | Клапани   | Потужність                        | Крутний момент                                       | Роки випуску | Виготовлено              |
| Бензинові  | Бензинові   | Бензинові | Бензинові      | Бензинові | Бензинові | Бензинові                         | Бензинові                                            | Бензинові    | Бензинові                |
| ---------- | ----------- | --------- | -------------- | --------- | --------- | --------------------------------- | ---------------------------------------------------- | ------------ | ------------------------ |
| 728i       | M52B28      | 2793 см³  | Рядний         | 6         | 24        | 142 кВт (193 к.с.) при 5300 об/хв | 280 Нм при 3950 об/хв                                | 1995–1998    | 728i: 38947 728iL: 6816  |
| 728i       | M52B28      | 2793 см³  | Рядний         | 6         | 24        | 142 кВт (193 к.с.) при 5500 об/хв | 280 Нм при 3500 об/хв                                | 1998–2001    | 728i: 38947 728iL: 6816  |
| 730i       | M60B30      | 2997 см³  | V              | 8         | 32        | 160 кВт (218 к.с.) при 5800 об/хв | 290 Нм при 4500 об/хв                                | 1994–1995    | 730i: 20876 730iL: 2137  |
| 735i       | M62B35      | 3498 см³  | V              | 8         | 32        | 173 кВт (235 к.с.) при 5700 об/хв | 320 Нм при 3300 об/хв                                | 1996–1998    | 735i: 21481 735iL: 6963  |
| 735i       | M62B35      | 3498 см³  | V              | 8         | 32        | 175 кВт (238 к.с.) при 5800 об/хв | 345 Нм при 3800 об/хв                                | 1998–2001    | 735i: 21481 735iL: 6963  |
| 740i       | M60B40      | 3982 см³  | V              | 8         | 32        | 210 кВт (286 к.с.) при 5800 об/хв | 400 Нм при 4500 об/хв                                | 1994–1995    | 740i: 88853 740iL: 91431 |
| 740i/740iL | M62B44      | 4398 см³  | V              | 8         | 32        | 210 кВт (286 к.с.) при 5400 об/хв | 420 Нм при 3900 об/хв (з 9/98) 440 Нм при 3600 об/хв | 1995–2001    | 740i: 88853 740iL: 91431 |
| 750i/750iL | M73B54      | 5379 см³  | V              | 12        | 24        | 240 кВт (326 к.с.) при 5000 об/хв | 490 Нм при 3900 об/хв                                | 1994–2001    | 15759                    |
| Дизельні   |             |           |                |           |           |                                   |                                                      |              |                          |
| 725tds     | M51D25      | 2497 см³  | Рядний         | 6         | 12        | 105 кВт (143 к.с.) при 4600 об/хв | 280 Нм при 2200 об/хв                                | 1996–1998    | 9053                     |
| 730d       | M57D30      | 2926 см³  | Рядний         | 6         | 24        | 135 кВт (184 к.с.) при 4000 об/хв | 390 Нм при 1750 об/хв                                | 1998–2000    | 12336                    |
| 730d       | M57D30      | 2926 см³  | Рядний         | 6         | 24        | 142 кВт (193 к.с.) при 4000 об/хв | 410 Нм при 2000 об/хв                                | 2000–2001    | 12336                    |
| 740d       | M67D40      | 3901 см³  | V              | 8         | 32        | 180 кВт (245 к.с.) при 4000 об/хв | 560 Нм при 1750 об/хв                                | 1999–2001    | 3450                     |

## Ходова частина
На автомобіль встановлювалася передня незалежна підвіска з стійками типу Макферсон з двома кульовими шарнірами. До переднього шарніру кріпилася поперечна алюмінієва розтяжка, до заднього - C-подібний хитний важіль. Пружини підвіски мали бочкоподібну форму і навивати з дроту змінного перерізу. Підвіска приєднувалася до жорсткого підрамника, звареного з труб.
Особлива геометрія задньої багатоважільної незалежної підвіски забезпечувала оптимальну передачу сил, що діють на колеса. Так, гальмівна сила сприймалася нижнім трапецеїдальним штампованим важелем спеціального профілю. Поздовжні і бічні сили передавалися за допомогою двох верхніх тяг, направляючої і силової. І, за допомогою невеликої додаткової тяги спереду нижнього важеля, поздовжні сили безпосередньо впливали на нього, без створення непотрібних обертових і розгойдуючих моментів. Підвіска кріпилася до підрамника, на який також встановлювалася головна передача. Підвіска збиралась і регулювався окремо, а потім цілком монтувалась на автомобіль.
На модель 750iL стандартно, а на інші - на замовлення, встановлювалася електронна система управління демпфуванням (EDC, Electronic Damper Control), яка автоматично змінювала жорсткість задніх амортизаторів, забезпечуючи спортивну керованість на хорошій дорозі і високий комфорт при русі по поганій. Крім того, модель 750i і всі довгобазні версії (L) стандартно обладнувалися задньої гідропневматичною підвіскою з системою автоматичної підтримки постійного рівня підлоги. Зберігаючи незмінною, незалежно від завантаження автомобіля, геометрію підвіски, ця система забезпечувала підвищений комфорт для задніх пасажирів.
Автомобілі оснащувалися кермовим механізмом типу гвинт-кулькова гайка і гідропідсилювачем з автоматично змінним тиском. На модель 750i (750iL) стандартно, а на інші моделі на замовлення встановлювалася система електронного регулювання, в залежності від швидкості автомобіля, зусилля на кермі.
На всіх колесах були встановлені дискові гальма, спереду з вентильованими дисками, ззаду - із суцільними, крім моделі 750i, у якій позаду також застосовувалися вентильовані гальмівні диски.
Крім антиблокувальної (ABS) і протисковзаючої (ASC) систем, якими стандартно обладнувалися всі автомобілі, на моделі з мотором V12 встановлювалася електронна система контролю стійкості руху (DSC). Трохи пізніше всі автомобілі стали комплектуватися електронною системою розподілу гальмівних сил (DBC).